# Francisco de Asís Pacheco Montoro
Francisco de Asís Pacheco Montoro (Lucena, província de Còrdova, 1852 - Madrid, 27 de novembre de 1897) fou un advocat, periodista i polític andalús, diputat a les Corts Espanyoles durant la restauració borbònica.

## Biografia
Es llicencià en Dret i estudià Periodisme, col·laborant i dirigint revistes i diaris com La Voz del Pueblo de Còrdova, La Condordia de la Corunya, Nueva España, El Imparcial i Revista Contemporánea de Madrid. Políticament milità en el republicanisme del Partit Demòcrata de Cristino Martos Balbi, i quan aquest es convertí al monarquisme el seguí en la formació d'Izquierda Dinástica, de la que després en sorgiria el Partit Liberal Fusionista.
Fou elegit diputat pel districte d'Alacant a les eleccions generals espanyoles de 1884, pel de Sagunt a les eleccions generals espanyoles de 1886, senador per la província de Castelló el 1891-1893 i novament diputat per Sagunt a les eleccions generals espanyoles de 1893. Durant aquests anys fou Director General d'Administració Local i després Director General de Registres i Notariat. Des del seu escó va donar suport la construcció del ferrocarril Calataiud-Terol-Sagunt.

## Obres
- El sufragio universal
- La misión de la mujer en la sociedad y en la familia (1881)
- Comentarios a la Ley de Enjuiciamiento Civil de 1881
- Ley del Jurado (1888)
- La economía agraria de Málaga en 1879